# Vilgax
 (janvier 2008).
Si vous disposez d'ouvrages ou d'articles de référence ou si vous connaissez des sites web de qualité traitant du thème abordé ici, merci de compléter l'article en donnant les références utiles à sa vérifiabilité et en les liant à la section « Notes et références ».
Vilgax est un personnage de fiction de la série Ben 10, un super-vilain extraterrestre servant d'antagoniste majeur dans la saison 1 de la première série. Il est depuis devenu l'antagoniste principal de la saga, et s'est imposé comme le pire ennemi de Ben Tennyson, le héros de la saga.
Vicieux seigneur extraterrestre considéré comme l'une des créatures les plus dangereuses de l'univers, Vilgax cherche à s'emparer de l'Omnitrix et l'utiliser pour créer une armée de drones capables de s'adapter à n'importe quelle situation, et donc de conquérir la galaxie. Bien que dans ses premières apparitions, cela soit son unique raison de pourchasser Ben, les multiples échecs que lui fait subir Ben l'ont mené à développer peu à peu une rancune envers le garçon, et, dans les derniers épisodes, son obsession pour l'Omnitrix finit par rivaliser avec celle de se venger de Ben.

## Histoire du personnage
Vilgax a une sinistre réputation dans toute la Galaxie, qui fait de lui l'un des êtres les plus craints : il est responsable de la destruction de cinq planètes, dont Petropia, le monde natal des Pétrosapiens (cf Tetrax et Incassable), et de la création d'un Trou Noir. En fait, il est tellement craint que presque aucune forme de vie biologique n'accepte de travailler pour lui de son plein gré, ce qui le force à surtout employer des drones et des robots pour lui servir d'armée. Néanmoins, il lui arrive de trouver des mercenaires suffisamment courageux (ou fous) pour le servir. Dans Alien Force, il a également conquit dix autres planètes.

### Série Ben 10
Vilgax apparaît dès le premier épisode, où il poursuit le vaisseau de Xylene afin de prendre à cette dernière l'Omnitrix, qu'elle possède. Mais le vaisseau de Xylene, durant la poursuite, parvient à frapper d'un tir la cabine de pilotage de Vilgax, mettant ce dernier dans un état critique, et profite de ce répit pour larguer sur Terre une capsule contenant l'Omnitrix. Grièvement blessé, Vilgax ne doit sa survie qu'à ses robots, qui le placent en chambre de régénération. Lorsque, revenu à lui, il envoie des drones récupérer l'Omnitrix sur Terre, il découvre avec fureur que l'appareil a déjà été récupéré par quelqu'un (l'enfant humain Ben Tennyson bien qu'il l'ignore à ce stade).
Ainsi, dans la première saison, Vilgax est perpétuellement confiné dans un bassin de régénération à la suite de ses graves blessures, et se contente d'envoyer des armées de robots (et de chasseurs de primes, cf épisode La traque) sous ses ordres pour tenter de s'emparer de l'Omnitrix (plus de la moitié des ennemis affrontés par Ben dans la saison 1 viennent de lui). Durant l'affrontement des Tennyson contre Rojo, Vilgax établit une sorte de lien psychique avec Ben, ce qui permit à ce dernier d'anticiper son arrivée.
À la fin de la saison 1, son corps est réparé et amélioré cybernétiquement, lui donnant une force capable de rivaliser avec n'importe quel alien de l'Omnitrix. Il se rend alors sur place pour s'emparer de l'Omnitrix lui-même. Après un affrontement violent avec Ben, il réussit à battre ce dernier en le forçant à reprendre forme humaine, et découvre avec stupeur que celui qui lui a causé tant d'ennuis n'est qu'un enfant de 10 ans. Ne parvenant pas à lui retirer l'Omnitrix sur place, il l'emmène sur son vaisseau, le Marteau Chimerien, afin de lui sectionner le bras et de récupérer l'objet, mais Max et Gwen parviennent à libérer Ben à temps. Ce dernier affronte Vilgax à nouveau dans une vraie course poursuite, qui s'achève lorsque Vilgax prend en otage Gwen et Max, forçant Ben à se rendre. Il rentre au vaisseau avec le garçon prisonnier, mais réalise trop tard que Max a activé le système d'auto-destruction. Si Ben réussit à s'échapper de l'engin, Vilgax est semble-t-il consummé dans l'explosion.
On découvre à la fin de la saison 2 que Vilgax a survécu à la destruction de son vaisseau en se téléportant juste avant l'explosion. Il est retrouvé enfermé dans la glace par Kevin 11. Après un bref combat contre ce dernier, il estime les capacités de Kevin utiles, et tous deux font finalement équipe dans une nouvelle tentative de prendre l'Omnitrix à Ben (épisode Double vengeance), mais ils sont enfermés dans le Vide Absolu (une dimension parallèle) à la fin de l'épisode.
Dans Retour dans le futur, il s'avère que Vilgax est parvenu, dans le futur possible de l'année 3000, à sortir du Néant Absolu grâce à un portail sur une autre planète, mais a été vaincu par Ben 10000, qui, cette fois, le mit en pièce pour éviter un nouveau retour. Il est ressuscité malgré cela par le Docteur Animo, qui lui offre une nouvelle forme plus puissante dotée d'armes implantés, de bio-boosters et d'une connaissance parfaite de toutes les formes de Ben 10000, mais tous deux sont une fois encore vaincu par les deux Ben réunis (celui du présent et celui du futur). Ben 10000 le gela sur place en utilisant Articguana.
Dans Une Journée parfaite, une version rêvée de Vilgax apparait à Ben, tentant d'envoyer ce dernier dans le Vide Absolu pour se venger. Ben, sous forme de Quad, le bat une fois de plus. Cette apparition s'est avérée une erreur des Chevaliers Eternels : ce Vilgax a tenté de se débarrasser de Ben sans lui prendre l'Omnitrix, ce que le vrai n'aurait pas fait.
Plus tard, dans le long-métrage Le Secret de l'Omnitrix (cette fois dans le présent), Vilgax s'échappe encore par un portail du Vide Absolu, avec à nouveau pour but de se venger de Ben et de lui prendre l'Omnitrix. Cette fois, sa haine était plus exacerbée que jamais après son séjour là-bas, au point qu'il ne songe même pas au fait qu'empêcher la réparation de l'Omnitrix, alors en étape d'auto-destruction, détruirait l'Univers. On apprend au cours de cet épisode dans un flashback de Tetrax qu'il est responsable de la destruction du monde natal des Petrosapiens, ayant utilisé leur cristal sacré pour détruire la planète qui refusait de se soumettre à lui. Il est finalement vaincu lorsque Azmuth débloque la transformation en Géant de l'Omnitrix, que Ben utilise pour détruire l'armée de drones et envoyer Vilgax dans l'espace.

### Épisode What if?
Vilgax réapparaît dans l'épisode final Au revoir et bon débarras, toujours décidé à s'emparer de l'Omnitrix, bien qu'on ignore comment il s'en est sorti. À cette fin, il détruit la maison de Ben, agresse son père et s'en prend ensuite à toute la ville, menaçant de la détruire s'il n'obtient pas l'Omnitrix. Son arrivée force Ben à révéler ses pouvoirs à ses proches. Mais le seigneur galactique est une fois de plus vaincu, cette fois-ci par les efforts combinés de Ben et de son père, qui parviennent à le faire incinérer dans une explosion. Il a été précisé clairement par les scénaristes depuis peu que cet épisode était un What If?, ce qui signifie qu'il n'est pas inclus dans la continuité de la série.

### Ben 10: Protector of Earth
Vilgax apparaît dans le jeu vidéo Ben 10 : Protector of Earth, où il est l'antagoniste majeur. Libéré du Vide Absolu (appelé ici « Néant Absolu » à la suite sans doute d'une erreur de traduction) par Spectral, il utilise un mini-drone pour s'emparer d'une grande partie des cristaux de l'Omnitrix, laissant Ben uniquement capable de se transformer en Quad et Inferno. Après que le cristal de Boulet de Canon lui a été pris par Enoch, il utilise celui de Végétal pour créer une armée de plantes-monstres, mais cette armée est vaincu par Ben qui récupère par la même occasion les deux cristaux. Vilgax vide le dernier cristal de son ADN, qu'il donne au Docteur Animo, tandis qu'il offre le cristal à Spectral pour lui donne le pouvoir nécessaire à vaincre Ben, mais une fois encore, Ben bat Spectral et Animo. Peu après, les Tennysons rejoignent Vilgax dans l'espace, au moment où il s'apprête à faire disparaître la Terre dans le Néant Absolu, grâce au Projecteur d'Anihilation renforcé par un autre appareil, l'Amplificateur Ethéré. Ben l'affronte pour le retenir pendant que Gwen et Max neutralisent le Projecteur. Utilisant des Générateurs, Vilgax se rend géant, mais Ben réussit à le ramener à sa taille normale et à le blesser gravement, avant de lui reprendre l'ADN manquant de l'Omnitrix et de fuir avec Gwen et Max pendant que le vaisseau de Vilgax est aspiré dans le Néant Absolu. Vilgax s'avère avoir survécu, ayant été soigné par ses robots, et jure de revenir se venger.

### Ben 10: Alien Force
Vilgax est brièvement mentionné dans l'épisode 14 de Ben 10: Alien Force, où Magister Gihill évoque qu'il a été vaincu par Ben, bien qu'il ne soit pas clairement dit s'il a été tué ou non.
Il réapparaît finalement en personne au début de la saison 3, bel et bien vivant. Son apparence a changé, ses parts cyborgs ayant pour la plupart disparu au profit de nouvelles caractéristiques, telles qu'une épée, un bras surmonté d'une gemme générant un bouclier et une nouvelle tenue. Il est devenu légèrement moins sérieux que dans son incarnation originale, et suit désormais un Code Galactique précis, suivant lequel il doit affronter et vaincre le plus puissant guerrier d'une planète pour la conquérir plutôt que d'envahir par le moyen ordinaire. Lorsqu'il l'emporte, il draine les pouvoirs des guerriers qu'il bat au moyen d'une machine et devient le maître de la planète. Cela lui a permis de conquérir dix mondes, et d'acquérir une grande variété de nouveaux pouvoirs, dont la vision thermique et le souffle d'Ultimos. Enfin, il possède désormais un laquais extra-terrestre nommé Psyphon, qui se charge de lui transmettre les pouvoirs de ses victimes.
Vilgax réapparaît dans La Vengeance de Vilgax, où, après avoir conquis un dixième et dernier monde et absorbé les pouvoirs de son protecteur (Ultimos), il arrive sur Terre et bat avec une facilité déconcertante Max et les alliés enfants Plombiers de Ben. Il choisit toutefois de ne pas absorber leurs pouvoirs, et se sert d'eux comme otage pour défier Ben au duel selon le Code Galactique, lui laissant 24 heures pour se préparer et posant comme enjeu à la fois l'Omnitrix et la Terre. Après un accident causé par une tentative de complètement déverrouiller l'Omnitrix, Ben affronte Vilgax dans un duel serré. Le seigneur galactique le détruit a priori en tant que Mégachrome, mais l'Omnitrix le reformate en Incassable, qui réussit à battre Vilgax. Ce dernier n'a alors d'autre choix que de quitter la Terre avec interdiction d'y revenir, mais jure de se venger.
Plus tard, dans Ville Fantôme, Vilgax attaque une prison hautement sécurisée, et y libère Spectral en échange d'informations sur l'Omnitrix pour vaincre Ben. Mais Spectral le trahit rapidement, et infeste la planète du conquérant galactique, prenant possession de tous les habitants. À contrecœur, Vilgax est forcé de réclamer l'aide de Ben, argumentant que ce dernier est responsable de cet incident, puisque Spectral provient de son Omnitrix. Ben accepte, et accompagne son ennemi sur la planète avec Gwen et Kévin. Lorsque, à la suite d'un plan qui tourne mal, il se retrouve possédé par Spectral, Vilgax assomme Kévin et Gwen, puis tente de saisir l'occasion pour tuer ses deux ennemis en une fois. Lorsque Spectral parvient à l'immobiliser grâce à ses servants et tente de le posséder à son tour Vilgax réussit cependant à provoquer assez de lumière pour affaiblir l'Ectonurite, permettant à Ben de reprendre le dessus et de retourner à sa forme humaine. Vilgax laisse ensuite Ben, Gwen et Kévin partir, non sans les avoir fait promettre de ne dire à personne qu'ils l'ont aidé. Bien que la trahison de Spectral n'ait pas été pas dans son plan, il a tout de même obtenu les informations nécessaires, et prévoit de les employer contre Ben plus tard. On apprend au cours de l'épisode que Vilgax a renommé sa planète natale Vilgaxia après en être devenu le maître.
Dans Primus, Vilgax applique les informations qu'il a obtenu de Spectral, et retrouve Primus, la planète artificielle servant de source à l'Omnitrix. La planète avertit alors Azmuth, qui lui-même téléporte Ben, Gwen et Kévin sur la planète, et récupère l'Omnitrix pour l'utiliser contre Vilgax. Le combat se solde par la victoire de ce dernier, et le Conquérant Galactique obtient enfin l'Omnitrix, mais s'avère incapable de l'utiliser. Usant de Kévin et de Gwen comme otages, il fait Ben prisonnier, et menace de les tuer tous les trois. Après qu'Azmuth a expliqué à Ben le fonctionnement exact de l'Omnitrix, Ben réussit à manipuler Vilgax, le convainquant de le laisser lui montrer comment marche l'Omnitrix. Après l'avoir changé en Transformo, il désactive l'appareil antigravité de la forme, immobilisant Vilgax et lui permettant de facilement reprendre l'Omnitrix. Après un bref combat contre Ben en tant que Boulet de Canon, Vilgax chute dans le fleuve d'ADN de la planète, ce qui a pour effet de le rendre encore plus gigantesque, mais Ben l'emporte une fois de plus en se changeant en Géant, envoyant Vilgax loin de Primus. Azmuth mentionne à la fin de l'épisode que la mutation provoquée par le fleuve d'ADN est seulement temporaire, et que les effets finiront par cesser.
Dans le Secret de Mégachrome, Tetrax vole le cristal sacré de Petropia à Vilgax, et tente de l'utiliser pour recréer sa planète natale. Furieux, Vilgax se lance à sa poursuite, et finit par le rattraper. Après un combat avec Ben, Gwen, Kévin et Tetrax, il apprend que ces derniers ne faisaient que le retenir pour permettre à Mégachrome de restaurer la planète, et se lance dans l'espace. Il réussit à retrouver le gardien de Petropia et à l'affaiblir en lui reprenant le cristal, faisant presque échouer la recréation de la planète. Après avoir découvert que le cristal ne marchait pas sur lui, il fuit, mais attrape le rhume de Ben au passage.
Dans La Bataille Finale, Vilgax libère de prison Albedo, l'ancien apprenti d'Azmuth changé en sosie de Ben, et l'aide à voler l'Ultimatrix, une nouvelle version améliorée de l'Omnitrix. Lorsqu'il s'avère qu'Albedo est toujours incapable de reprendre sa forme originelle sans la vraie Omnitrix, Vilgax le convainc de s'allier à lui pour vaincre Ben et lui prendre l'Omnitrix, prétendant que la montre ne l'intéresse plus et qu'il ne veut que tuer Ben et conquérir son monde. Bien que l'alliance soit un succès, Vilgax trahit finalement Albedo en gardant l'Omnitrix pour en donner les pouvoirs à son armée de Bioïdes. Peu après, Ben active le système d'auto-destruction de l'Omnitrix de manière qu'il ne détruise pas l'Univers et menace de la laisser exploser si Vilgax ne la lui rend pas. Ce dernier refuse de le croire, et l'Omnitrix est détruite. Enragé, Vilgax tente de faire s'écraser son vaisseau sur Belwood. Durant la bataille qui suit, Ben prend l'Ultimatrix à Albedo et affronte Vilgax, tandis que le vaisseau dévie de trajectoire et s'écrase dans l'Océan. Vilgax révèle alors sa « vraie » forme, se transformant en un gigantesque et monstrueux poulpe  qui manque de dévorer Ben. Ce dernier réussit à s'extirper du vaisseau, qui explose, emportant apparemment son maître avec lui. Toutefois, Ben commente que Vilgax a déjà survécu à pire.

## Description

### Aspect physique et apparence
Bien que le personnage ait vécu plusieurs changements de look, il reste globalement reconnaissable comme un humanoïde gigantesque à la peau verdâtre, pourvu de griffes sur les doigts, avec des yeux rouges et une barbe en tentacules (qui lui vaut le surnom de "Face de Poulpe"). Cette apparence générale rappelle le personnage de Cthulhu dans la série Lovecraft.

### Caractère et comportement
Vilgax est un être arrogant, impitoyable, cruel et revanchard. Il refuse toute allégeance à qui que ce soit, et n'accepte les alliances que s'il en est le maître. Il n'a pas non plus de reconnaissance, bien qu'il songe toujours à la vengeance. Il est très agressif, et se bat volontiers lui-même quand il en a l'occasion.
Malgré ses méthodes souvent brutales, il est capable de faire preuve d'un peu plus de subtilité dans ses méthodes, comme manipuler Rojo (L'Alliance), utiliser le chantage (Au Revoir et Bon Débarras), manipuler la loi en sa faveur (La Vengeance de Vilgax) ou tenter d'arrêter l'Omnitrix à sa source (Primus). Il répond souvent aux commentaires semi-comiques et aux questions de façon sadique avec une pointe d'humour noire. Il se considère lui-même comme le seul légitime propriétaire de l'Omnitrix, ayant déclaré qu'activer le code-maitre est pour lui « Un jeu d'enfant »  et s'étant référé plusieurs fois à l'objet comme "son" Omnitrix.
On a aussi put voir sa cruauté à plusieurs reprises : il n'hésite pas à lâcher ses drones sur les mercenaires venus travailler pour lui, histoire de les "tester", et menace souvent ses servants de les tuer s'ils échouent. De même, lorsqu'il capture Ben (Secrets) ou Gwen (qui porte l'Omnitrix dans Gwen 10), il tente de leur sectionner le bras pour retirer l'Omnitrix, alors qu'il avait sans aucun doute les moyens de la retirer moins violemment.
Le trait dominant de Vilgax reste toutefois sa persévérance : lorsqu'il s'est fixé un but, il est impossible de le faire renoncer. Cela s'est essentiellement vu avec son obsession éternelle à s'emparer de l'Omnitrix : peu importe le nombre de fois où il a échoué et le temps durant lequel il s'est absenté, il n'a jamais renoncé à l'obtenir. Cette obsession est telle qu'il ne recule devant aucune folie pour cela, allant même jusqu'à prendre le risque d'être enfermé dans le Vide Absolu. Même lorsque le sort de l'Univers est en jeu, il n'a pas été capable d'y renoncer, et a continué de poursuivre Ben alors que ce dernier cherchait Azmuth. Cette persévérance, bien qu'elle le rende dangereux, est aussi sa faiblesse, le rendant parfois facile à duper, comme l'a prouvé Gwen dans Double Vengeance.
Dans Ville Fantôme, Vilgax montre pour la première fois un bon côté, intervenant pour sauver une fillette Chimera Sui Genesis de sbires de Spectral et lui ordonnant de se mettre à l'abri. Cela, plus les acclamations de son peuple libéré à la fin de l'épisode suggèrent que Vilgax est en réalité un seigneur plutôt bon par moments et apprécié de ses sujets, mais qu'il cherche à le cacher afin d'entretenir son image de conquérant impitoyable et la peur qu'il inspire.
L'un des défauts majeurs de Vilgax semble être sa difficulté à s'adapter aux situations qu'il n'avait prévu. À plusieurs reprises, ses plans ont été mis en déroute ou perturbés gravement par des cas qu'il n'avait pas prévu, tels que Ben ayant activé le code maître dans Double Vengeance, le reformatage dans La Vengeance de Vilgax de Mégachrome en Incassable, un alien que Ben n'avait pas au début de leur combat, ou la trahison de Spectral dans Ville Fantôme.

### Pouvoirs et capacités
Dans son état naturel et originel d'avant sa rencontre avec Ben, Vilgax n'avait pas à proprement parler de pouvoir : il ne faisait qu'une tête de plus qu'un être humain ordinaire, et, en accord avec les souvenirs de Max, possédait une force et une agilité remarquable qui en faisait un bon combattant, mais pas à proprement parler un être surhumain. Il possédait cependant déjà une résistance impressionnante : il a survécu à une explosion nucléaire couplée à la destruction de son vaisseau, bien qu'il y ait tout de même été gravement blessé et ait été cru mort pendant un certain temps avant son retour.
Au début de la série, un accident durant la poursuite de Xylene le blesse à nouveau gravement, conduisant ses drones à le confiner en salle de soin pour réparer son corps. Durant les soins, Vilgax passe par multiples améliorations génétiques et cybernétiques visant à le rendre plus puissant qu'auparavant, lui donnant, après son rétablissement, l'apparence qu'il garde pendant l'essentiel de la série originale. Sous cette forme, il a désormais une taille colossale, suffisante pour plaquer un être humain un sol rien qu'avec son pied. Ses capacités physiques ont été considérablement améliorées, le rendant capable de sauter à des hauteurs immenses, de résister aux vagues de flammes les plus puissantes d'Inferno, de stopper AXLR en pleine course et de se libérer sans sérieux effort de la glu du Dard. Durant son premier combat avec Ben, Incassable s'est même brisé les poings en tentant de le frapper. En cas de besoin, Vilgax peut également utiliser des chargeurs de stéroïdes sur les bras qu'il peut s'injecter, augmentant encore sa force.
Contrairement à ce qu'on pourrait croire au premier abord, Vilgax est plutôt intelligent (bien que son désir de prendre l'Omnitrix le rende plutôt facile à duper), et se montre très à l'aise avec les hautes technologies extra-terrestres. Il a même montré qu'il savait utiliser l'Omnitrix, et mentionné que pour lui, activer le code Maître était "un jeu d'enfant". Toutefois, après que l'Omnitrix a été recalibré dans "Alien Force", il s'avère incapable de la faire marcher.

Il est aussi accompagné presque en permanence d'une armée de drones de combats puissants et diversifiés pour compenser sa difficulté à trouver des soldats acceptant de travailler pour lui.
Dans l'Alliance, Vilgax a montré la capacité à créer une sorte de lien télépathique avec Rojo pour lui donner des instructions. Quand Biotech fusionna avec Rojo, il put avoir contact avec Vilgax par ce lien. On ignore s'il s'agit d'un vrai pouvoir ou d'une technologie utilisée sur le moment.
Dans Ben 10: Alien Force, Vilgax a a priori perdu ses améliorateurs de stéroïdes (du moins ils ne sont plus visibles) par un procédé inconnu. Il a en revanche conservé ses capacités physiques surhumaine, ayant été vu résistant à un tir de pistolet laser à bout portant, et battant aisément Manny puis Enormosaure taille maximum en combat rapproché et à mains nues. En plus de cela, il dispose désormais d'une grande variété de pouvoirs acquis en absorbant ceux des héros des dix mondes qu'il a conquis. Jusqu'à présent, on a pu le voir utiliser les pouvoirs suivants :
- Une vision Laser à longue portée, capable de rattraper un Kineceleran à la course;
- La capacité de voler à grande vitesse;
- Un souffle si puissant qu'il provoque des rafales de vent similaires à des tornades ou des cyclones;
- Une gemme fixée sur la main droite, appelée le "Rubis de Ulo" et permettant de générer de puissants laser;
- Un gantelet sur la main gauche, sertie d'une pierre jaune capable de produire un champ de force personnel (le "Bouclier de Ziegel") et de générer des décharges électriques au corps à corps;
- Une immense épée capable de briser même les cristaux composants Mégachrome, et qu'il peut enflammer ou recouvrir de cristaux similaires à ceux d'Incassable;
- Une ouïe surdéveloppée, utilisée pour la première fois dans Le Secret de Mégachrome;
- La capacité de respirer dans l'espace sans équipement quelconque;
- Génération d'une énergie jaune autour de ses mains pour frapper au corps à corps;

Durant le final d'Alien Force, Vilgax révèle la capacité de se transformer en une sorte de gigantesque et monstrueux poulpe qu'il appelle sa vraie forme. En accord avec les scénaristes, il possédait cette capacité depuis le début, mais n'avait jamais eu l'occasion de l'utiliser avant.